# بلاد المال قبلي
قرية بلاد المال قبلي هي إحدى القرى التابعة لمركز أبو تشت في محافظة قنا في جمهورية مصر العربية. حسب إحصاءات سنة 2006، بلغ إجمالي السكان في بلدالمال قبلى 13888 نسمة، منهم 6409 رجل و7479 امرأة.